# Absolut musik
Absolut musik er et begreb inden for musikteori og musikvidenskab der ofte anvendes som betegnelse for instrumentalmusik der ikke er rettet mod eller skal  illustrere en beretning, handling eller sindsstemning, dvs. modsat programmusik.
Absolut musik kan også bruges om musik som er befriet for udenomsmusikalske associationer. Begrebet behandler således relationen mellem musikkens form og indhold.